# Garnerans
Garnerans [ɡaʁnəʁɑ̃] ist eine französische Gemeinde mit 685 Einwohnern (Stand 1. Januar 2022) im Département Ain in der Region Auvergne-Rhône-Alpes. Sie gehört zum Kanton Châtillon-sur-Chalaronne im Arrondissement Bourg-en-Bresse.

## Geografie
Die Gemeinde Garnerans liegt im Südwesten der Bresse, etwa zwölf Kilometer südlich von Mâcon. Im Nordwesten reicht das Gemeindegebiet bis an die Saône, im Südosten durchquert die Hochgeschwindigkeits-Bahnstrecke LGV Sud-Est Garnerans.
Umgeben wird Garnerans von den Nachbargemeinden Cormoranche-sur-Saône im Norden, Bey im Nordosten, Cruzilles-lès-Mépillat im Osten, Illiat im Südosten, Saint-Didier-sur-Chalaronne im Süden und Südwesten sowie Crêches-sur-Saône im Nordwesten.

## Bevölkerungsentwicklung
| Jahr                       | 1962 | 1968 | 1975 | 1982 | 1990 | 1999 | 2006 | 2011 |
| Einwohner                  | 394  | 350  | 335  | 376  | 484  | 565  | 623  | 660  |
| Quellen: Cassini und INSEE |      |      |      |      |      |      |      |      |

## Verkehr
Der Ort liegt an der Departementsstraße 933. Die nächstgelegenen Autobahn-Anschlussstellen sind Mâcon-Sud an der Autoroute A 6 und Châtillon-sur-Chalaronne an der Autoroute A406.
Garnerans hatte einen Bahnhof an der meterspurigen Bahnstrecke Trévoux–Saint-Trivier-de-Courtes. Die Bahn wurde in diesem Abschnitt 1897 eröffnet und 1937 stillgelegt. Der nächste Bahnhof mit Personenverkehr ist Crêches-sur-Saône an der Bahnstrecke Paris–Marseille.

## Sehenswürdigkeiten
- Burgruine
- Kirche Saint-Jean-Baptiste
- Schloss Romans und Schloss Montgone, beide 17. Jahrhundert

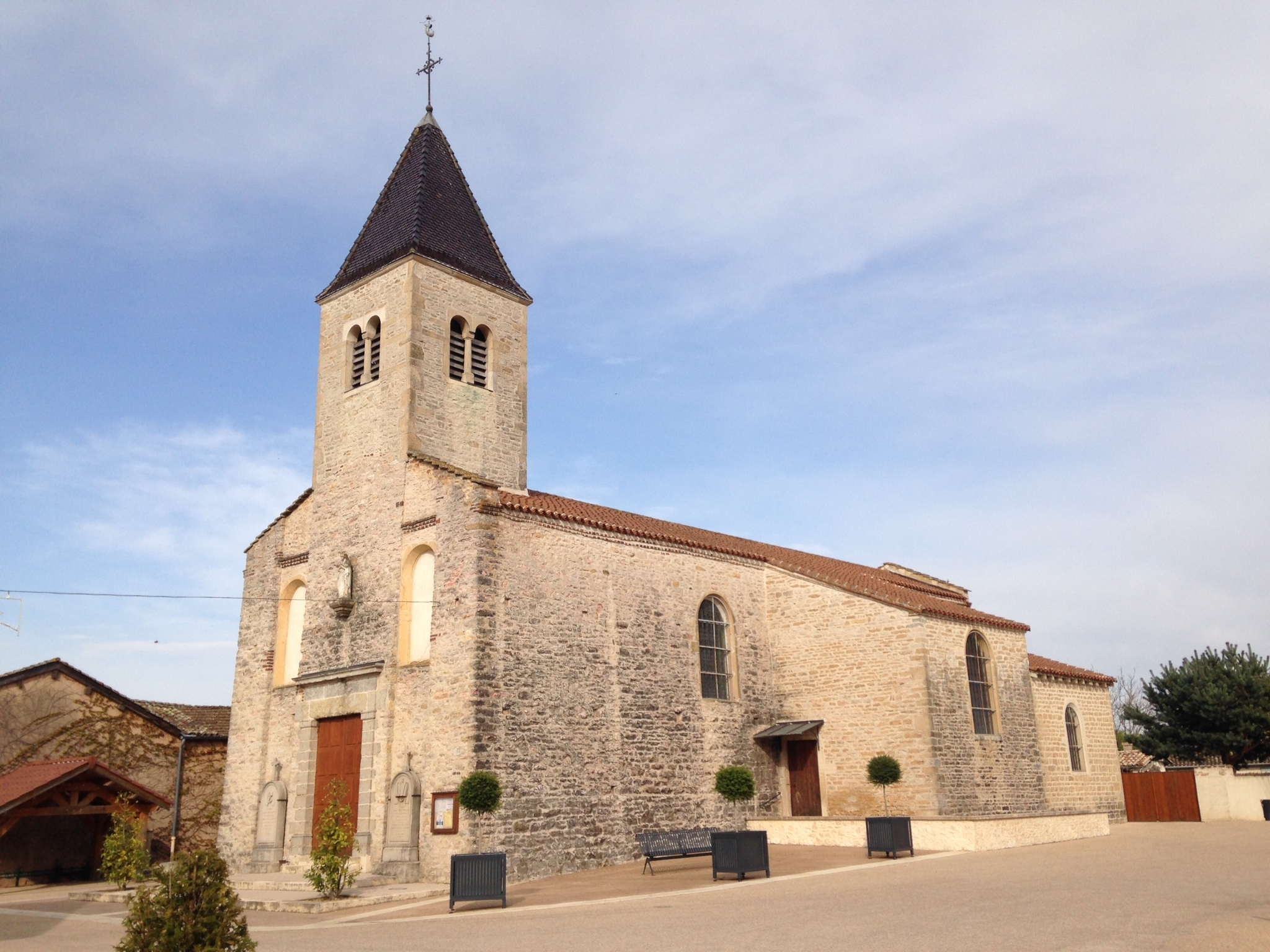
Kirche Saint-Jean-Baptiste
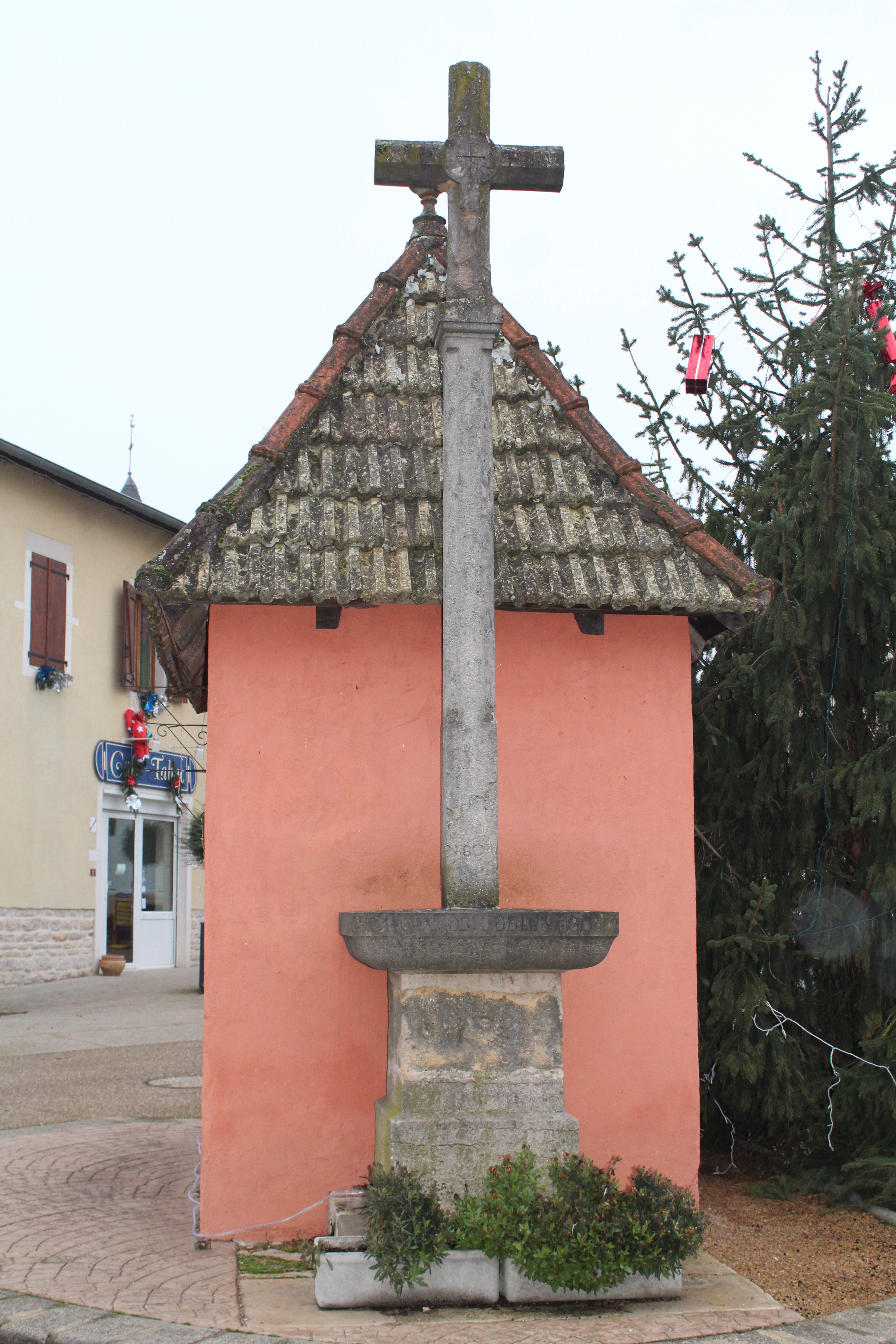
Wegkreuz
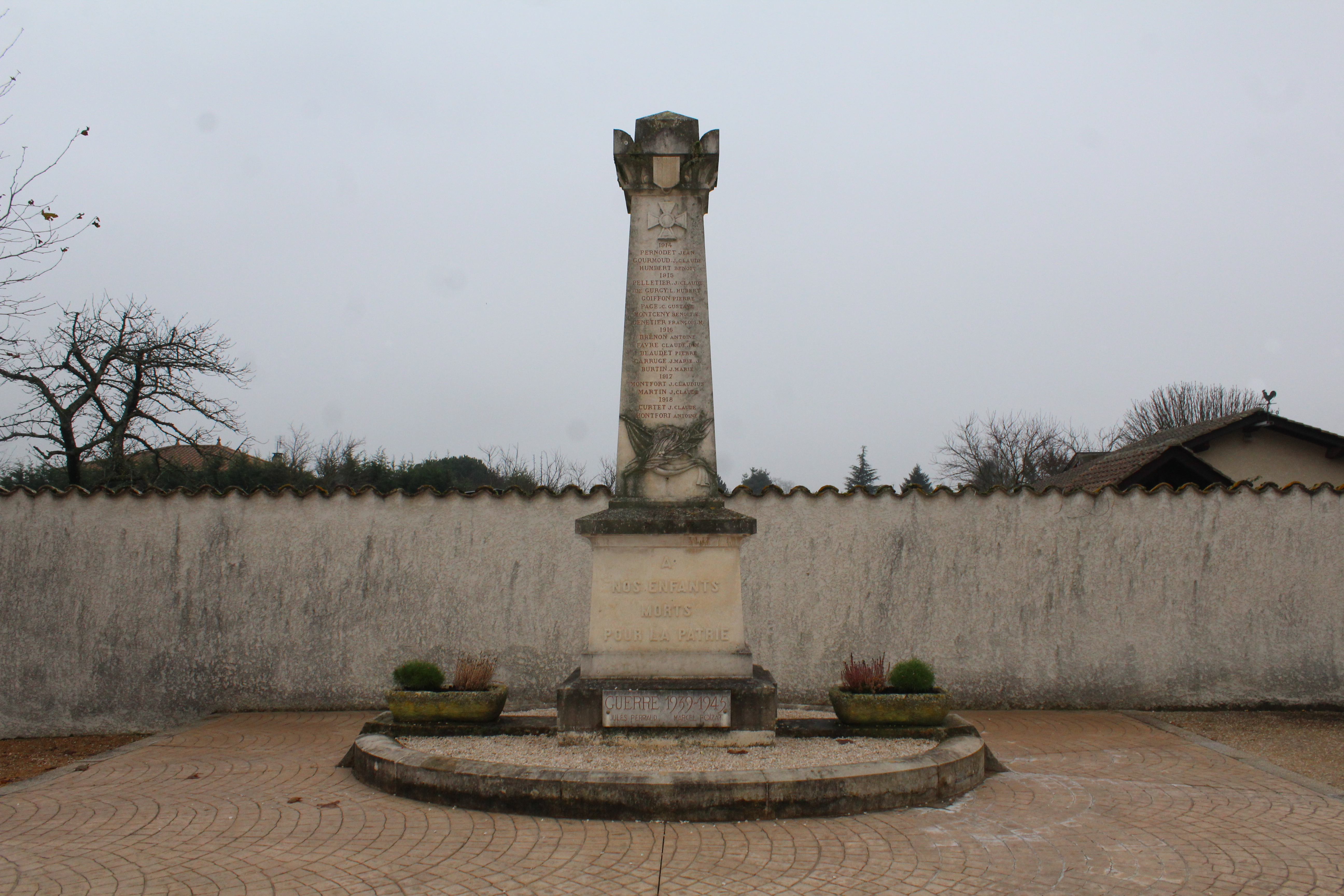
Gefallenendenkmal